# Ширен (Німеччина)
Ширен (нім. Schieren) — громада в Німеччині, розташована в землі Шлезвіг-Гольштейн. Входить до складу району Зегеберг. Складова частина об'єднання громад Трафе-Ланд.
Площа — 6,36 км2. Населення становить 271 ос. (станом на 31 грудня 2020).